# (356774) 2011 UT280
(356774) 2011 UT280 es un asteroide perteneciente al cinturón de asteroides, región del sistema solar que se encuentra entre las órbitas de Marte y Júpiter.
Fue descubierto el 1 de octubre de 2011 por el equipo del proyecto Spacewatch desde el observatorio Nacional de Kitt Peak.

## Designación y nombre
Designado provisionalmente como 2011 UT280.

## Características orbitales
2011 UT280 está situado a una distancia media del Sol de 2,725 ua, pudiendo alejarse hasta 2,886 ua y acercarse hasta 2,564 ua. Su excentricidad es 0,059 y la inclinación orbital 8,197 grados. Emplea 1643,10 días en completar una órbita alrededor del Sol.

## Características físicas
La magnitud absoluta de 2011 UT280 es 16,32.